# Anunciación de San Giovanni Valdarno

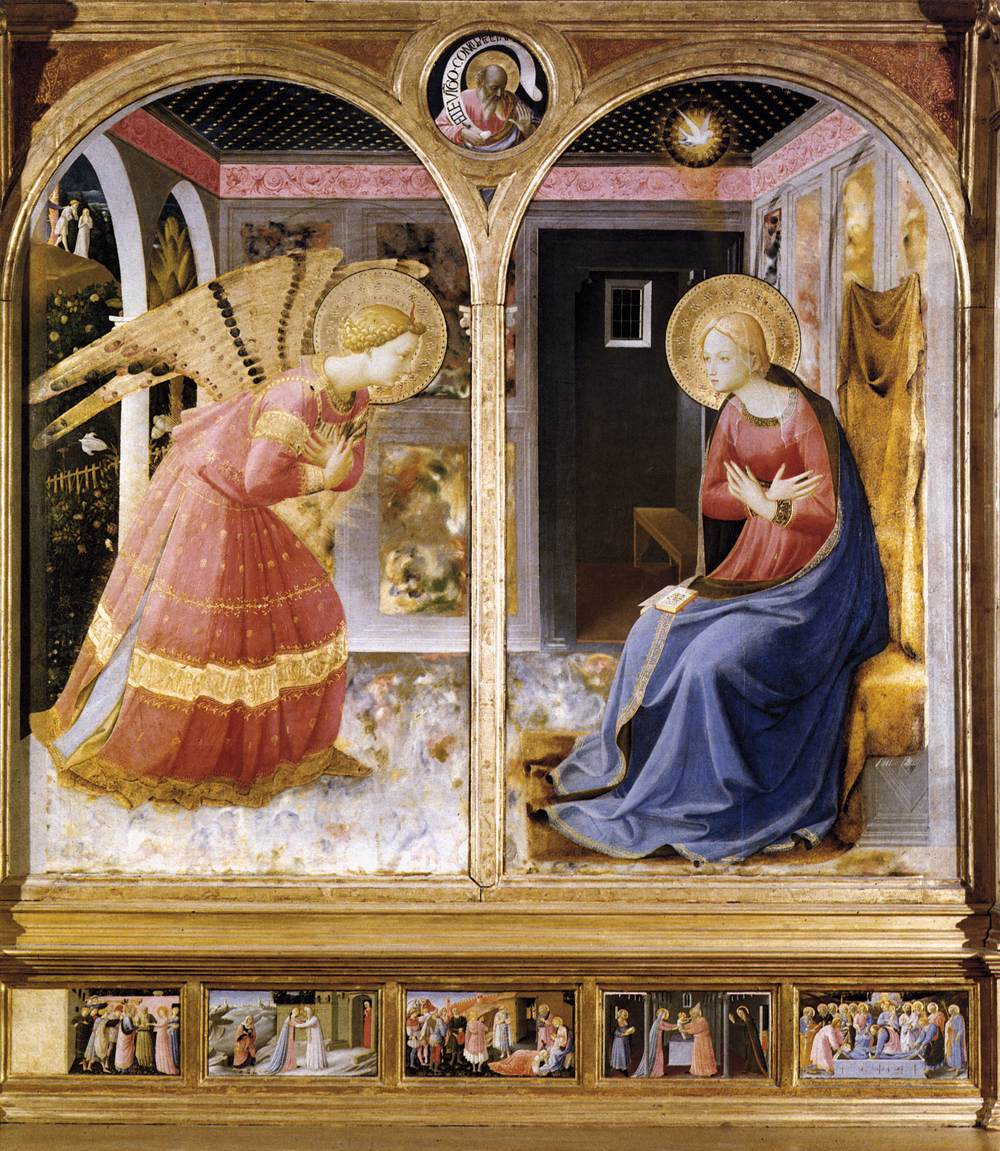

La Anunciación de San Giovanni Valdarno es una pintura de Fra Angelico, pintada en 1430 a 1432 con témpera en tabla.  Mide 195 cm por 158 cm.  Fue sacado de Italia durante la Segunda Guerra Mundial por los alemanes y regresó al país por mediación de Rodolfo Siviero .  Ahora está en el Museo de la Basílica de Santa Maria delle Grazie en San Giovanni Valdarno. 

## Contexto
Es una de las tres pinturas sobre tabla del tema de ese artista (las otras dos son la  Anunciación, en el Prado de Madrid y la Anunciación de Cortona en el Museo Diocesano de Cortona). de San Marco, Florencia, en la parte superior de la escalera de entrada.  Combinó una Anunciación con una Adoración de los magos en otro fresco en San Marco y en un díptico en la Galleria Nazionale dell'Umbria en Pérouse. 
- Datos: Q3202078
- Multimedia: Annunciation by Fra Angelico (San Giovanni Valdarno) / Q3202078